# Griggsville (Illinois)
Griggsville es una ciudad ubicada en el condado de Pike en el estado estadounidense de Illinois. En el Censo de 2010 tenía una población de 1226 habitantes y una densidad poblacional de 439,52 personas por km².

## Geografía
Griggsville se encuentra ubicada en las coordenadas 39°42′28″N 90°43′38″O / 39.70778, -90.72722. Según la Oficina del Censo de los Estados Unidos, Griggsville tiene una superficie total de 2.79 km², de la cual 2.79 km² corresponden a tierra firme y (0%) 0 km² es agua.

## Demografía
Según el censo de 2010, había 1226 personas residiendo en Griggsville. La densidad de población era de 439,52 hab./km². De los 1226 habitantes, Griggsville estaba compuesto por el 98.94% blancos, el 0.08% eran afroamericanos, el 0% eran amerindios, el 0% eran asiáticos, el 0% eran isleños del Pacífico, el 0.41% eran de otras razas y el 0.57% pertenecían a dos o más razas. Del total de la población el 1.22% eran hispanos o latinos de cualquier raza.